# Marek Bielan
Marek Bielan [marek bělan] (* 23. září 1971 Karviná) je český fotbalový trenér a bývalý obránce. Žije v Karviné.

## Hráčská kariéra
V nejvyšší soutěži ČR nastoupil ve 2 utkáních za Karvinou, aniž by skóroval. Za Karvinou hrál také ve druhé lize. V MSFL dal 1 gól za FK Karviná ČSA Darkov v ročníku 1994/95.
V nižších soutěžích působil v SK Dětmarovice, MFK Havířov, TJ Lokomotiva Petrovice a TJ Sokol Dolní Lutyně-Věřňovice.

### Ligová bilance
| Ročník           | Zápasy | Góly | Minuty | Klub       |
| ---------------- | ------ | ---- | ------ | ---------- |
| II. liga 1997/98 | 21     | 2    | –      | FC Karviná |
| I. liga 1998/99  | 2      | 0    | 91     | FC Karviná |
| II. liga 1999/00 | 23     | 0    | –      | FC Karviná |
| II. liga 2000/01 | 17     | 1    | –      | FC Karviná |
| CELKEM I. LIGA   | 2      | 0    | 91     |            |
| CELKEM II. LIGA  | 61     | 3    | –      |            |

## Trenérská kariéra
Po skončení hráčské kariéry se stal trenérem. V letech 2008–2010 vytáhl karvinské B-mužstvo z Okresního přeboru Karvinska až do I. A třídy Moravskoslezského kraje.